# アルスター統一党
アルスター統一党（アルスターとういつとう、英語: Ulster Unionist Party、略称: UUP）は、イギリス・北アイルランドの保守政党。北アイルランドのイギリスとの統合維持を主張する。
1905年結成。1920年にアイルランド統治法が制定されてから、長らく北アイルランド議会を小選挙区制とゲリマンダーによってプロテスタント系住民で牛耳るなどし、カトリック系住民の反発を招いて北アイルランド問題を深刻化させてきたが、1972年の血の日曜日事件をきっかけに北アイルランド議会が廃止され、イギリス政府による直轄統治に移ると大きな打撃を受けた。
ベルファスト合意以降は北アイルランドの「ユニオニスト」政党のなかでは穏健で中道右派的な主張をしている。1998年にはデヴィッド・トリンブル党首（北アイルランド自治政府首相）がカトリック系穏健派指導者のジョン・ヒュームとともにノーベル平和賞を受賞した。しかし、こういった妥協的な姿勢が災いして最近は同じ「ユニオニスト」でもより強硬な民主統一党に支持が流れる傾向がある。
現在、新たに再開された北アイルランド議会では第3党である。また2009年、保守党と連携しアルスター保守党・ユニオニスト党連合 - 新しい力を結成したが、2010年イギリス総選挙では1議席も得ることができなかった。2015年イギリス総選挙では、2議席を獲得したが、2017年イギリス総選挙では再びすべての議席を失った。